# Aprionus giganteus
Aprionus giganteus är en tvåvingeart som beskrevs av Boris Mamaev 1991. Aprionus giganteus ingår i släktet Aprionus och familjen gallmyggor.
Artens utbredningsområde är Ukraina. Inga underarter finns listade i Catalogue of Life.